# لي بورتيل
لي بورتيل (بالفرنسية: Le Portel)‏ هي بلدية تقع في إقليم باد كاليه من منطقة نور با دو كاليه في شمال فرنسا. تبلغ مساحة هذه المدينة 3.85 (كم²)، وترتفع عن سطح البحر 27 م، يبلغ عدد سكانها 10253 نسمة حسب إحصاء المعهد الوطني للإحصاء والدراسات الاقتصادية سنة 2009 م. وترأس Laurent Feutry البلدية خلال فترة (2008-2014).

## معرض صور

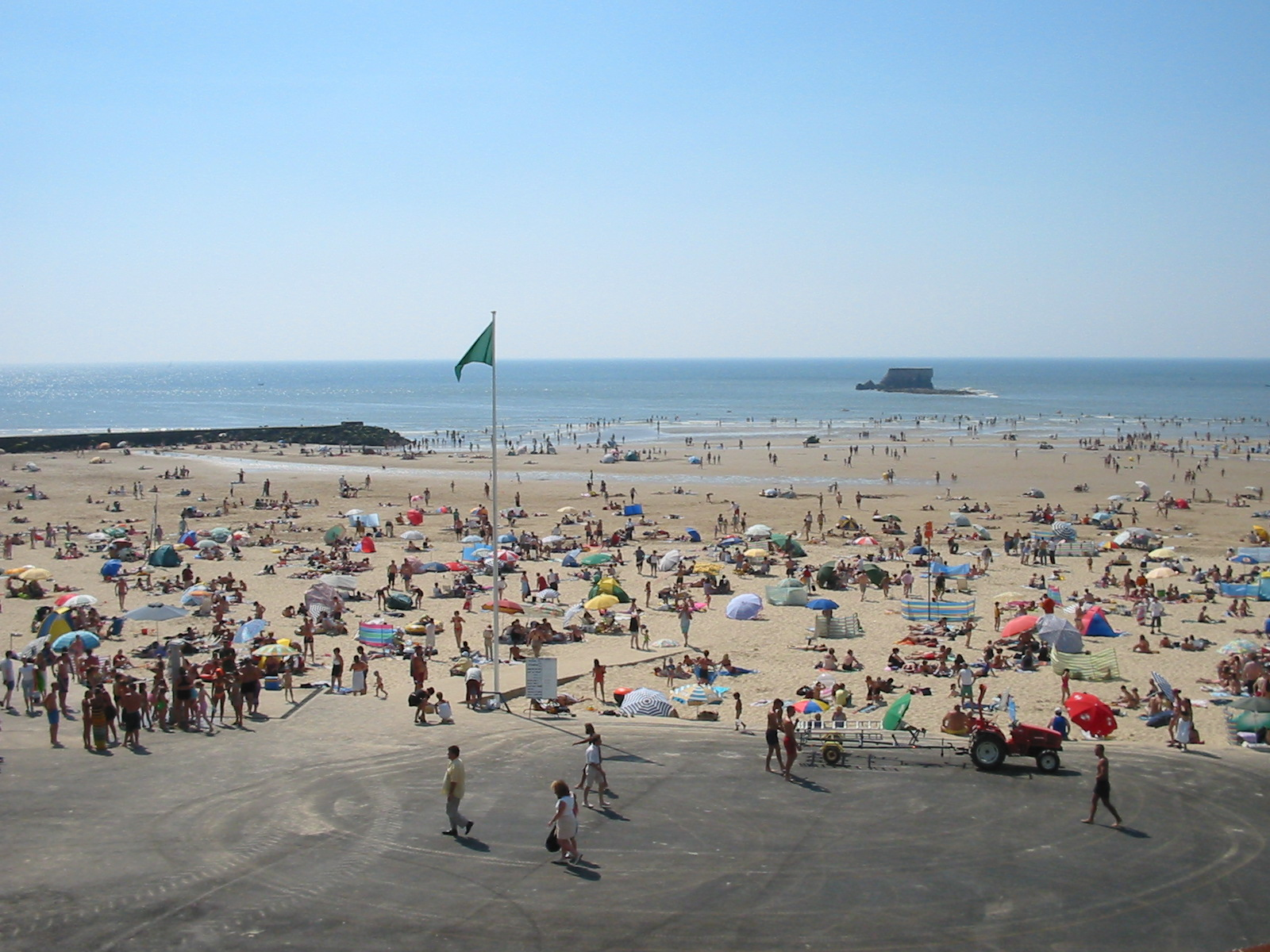
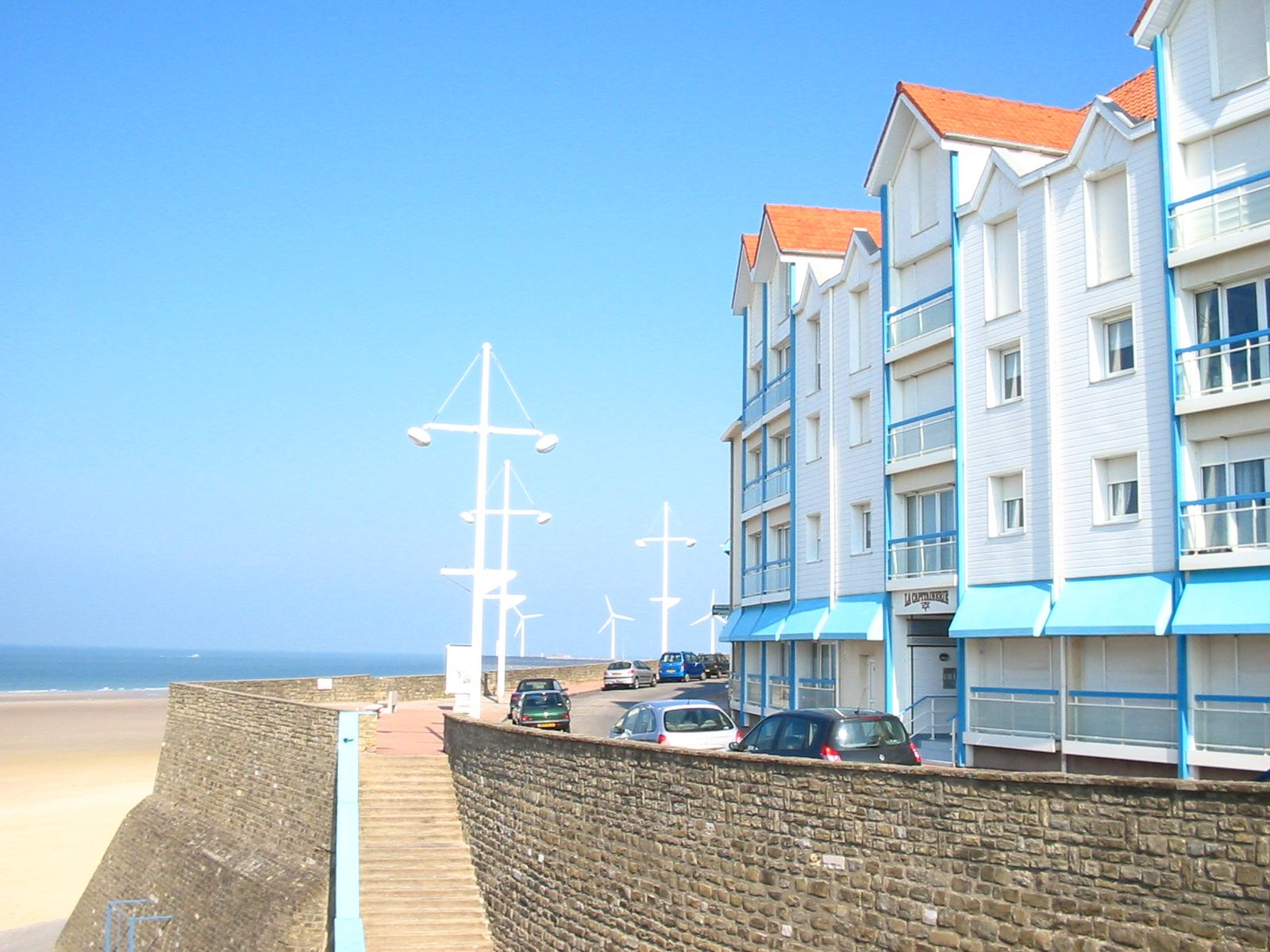
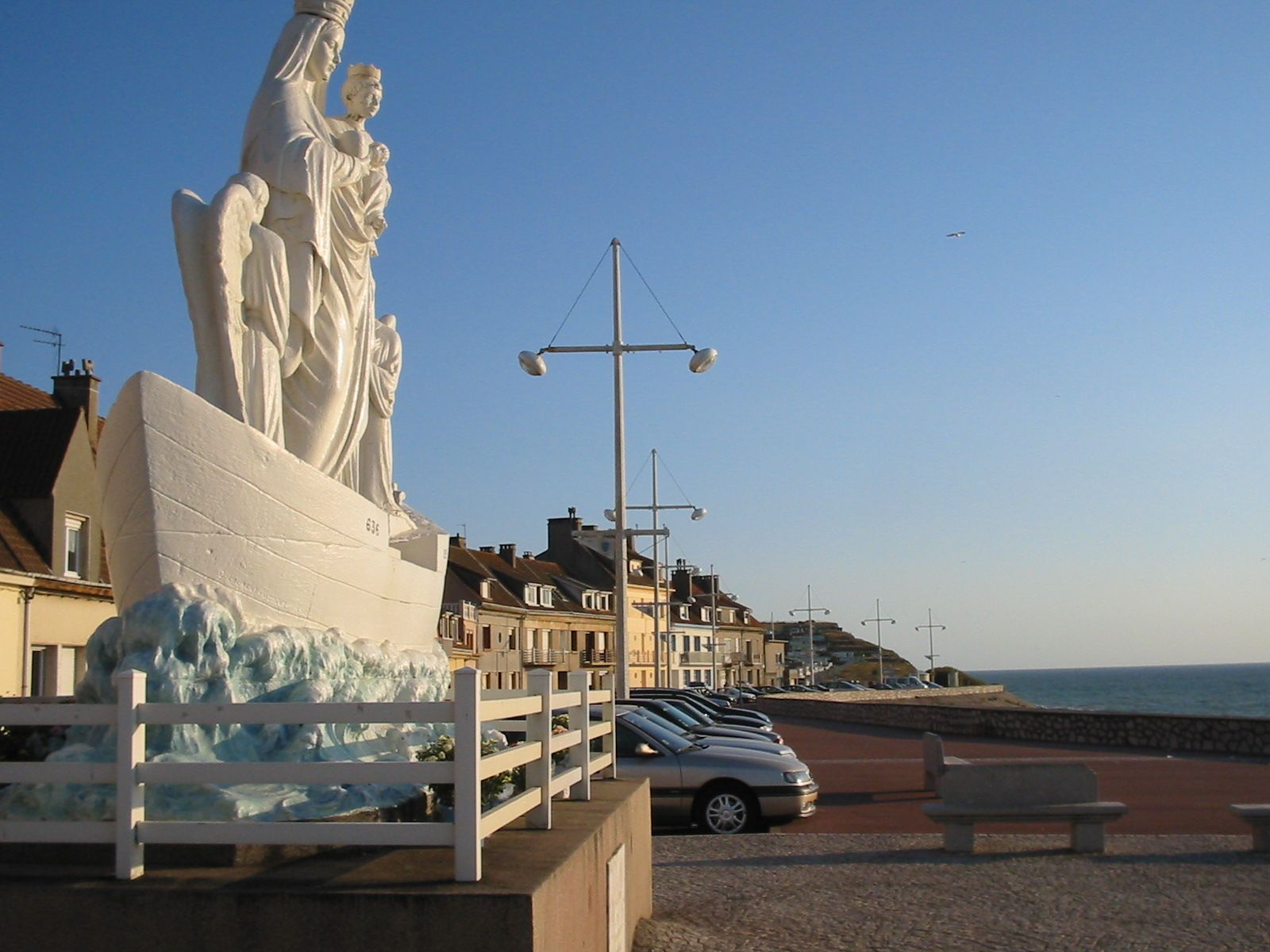
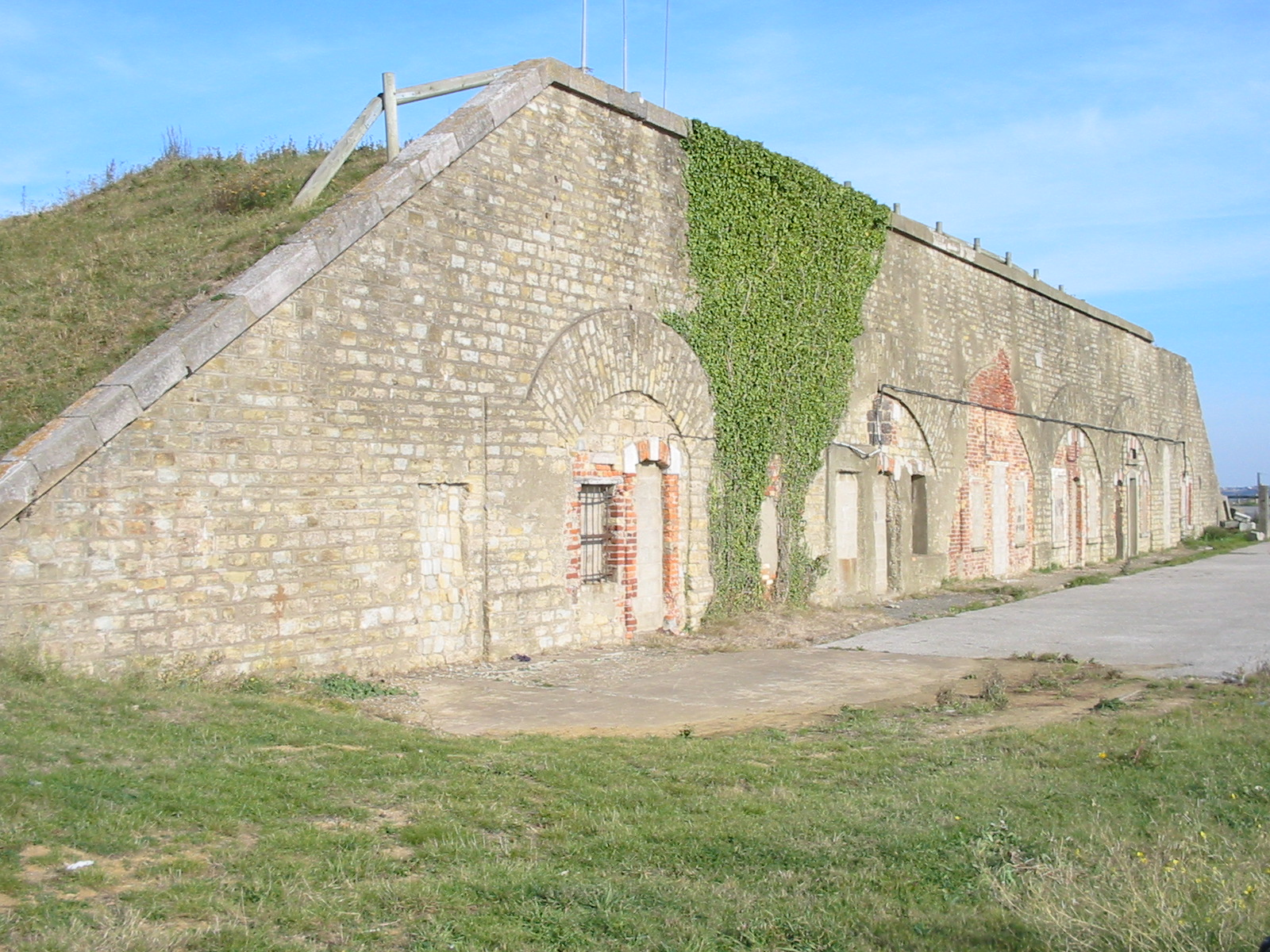